# Nicola Conti
Nicola Conti (* um 1710 in Neapel; † 1754 ebenda) war ein italienischer Komponist der neapolitanischen Schule des Spätbarock.

## Leben und Wirken
Nicola Conti war Schüler von Francesco Durante und später Kapellmeister an mehreren Kirchen Neapels. Der größte Teil seines kompositorischen Schaffens war für den kirchlichen Gebrauch bestimmt, obschon er einige Opern schuf, deren Musik als verschollen gilt. Als sein bedeutendstes Werk gilt heute das Oratorium Isacco nach einem Libretto von Pietro Metastasio, welches 1741 uraufgeführt wurde. Weitere Oratorien neben mehreren Kantaten, Lamenti und Motetten sind La passione di Gesù Cristo (1743), La morte d’Abel (1748) und Per la festività del Santo Natale (1755). Darüber hinaus stammen etwa 100 einzelne Arien aus seiner Feder.